# Пієтизм

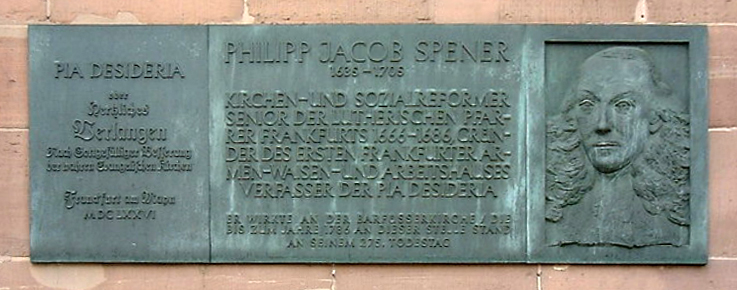
Меморіальна дошка на церкві, де проповідував Шпенер

Пієтизм — спочатку рух усередині лютеранства, що характеризується наданням особливої значимості особовому благочестю, релігійним переживанням віруючих, відчуттю живого спілкування з Богом, а також відчуттю постійного перебування під суворим і пильним «Божим оком». Пієтизм під час свого виникнення (XVII століття) протиставлявся лютеранській ортодоксії, акцент у якій робився на догматику, яка далеко не завжди була зрозуміла парафіянам.
Оскільки пієтисти не надавали великого значення догматиці, то мав місце взаємний вплив на аналогічні рухи всередині інших протестантських конфесій, внаслідок чого термін «пієтизм» вживається і стосовно не пов'язаних з лютеранином деномінацій і релігійних груп.

## Історія
Пієтисти — цим ім'ям вперше стали називатися в Лейпцигу послідовники Філипа Шпенера, молоді магістри, що читали в 1689 р. повчальні лекції (collegia philobiblica). Вони надавали більшого значення внутрішньому благочестю, діяльній любові, моральному вдосконаленню і щирому каяттю, ніж неухильному дотриманню церковних правил і приписів. Оновлення та відродження вважалися ними ознакою рятівної віри; духовне служіння Богу всіх віруючих протиставлялося, як щось вище, владі пасторів. Для збудження і насадження благочестя вони радили влаштовувати повчальні зібрання по домівках (collegia pietatis), які сам Шпенер ввів вперше у Франкфурті-на-Майні.
Шпенера хвилювало ослаблення моральності серед його сучасників. Він закликав християн до особистої святості, проповідував «самодисципліну, яка передбачає утримання від карт (що асоціювалося з азартними іграми), танців і театру, помірність в їжі, питті та одязі». Він особливо попереджав проти носіння ювелірних виробів, вишуканого одягу та пияцтва і говорив, що відзнакою пієтистів є бажання «відмовитися від свободи в спірних ситуаціях». Пієтисти загалом носили простий одяг і віддалялися від мирських розваг, клятв, воєн і судових розглядів.
Попри те, що пієтизм зародився серед лютеран, незабаром він поширився і на кальвіністів. Пієтисти загалом погоджувалися з вченням своїх материнських церков, але на додаток приймали шість сформульованих Шпенером принципів. Крім того, вони підкреслювали важливість покаяння і переживання навернення, що змінює життя. Таким чином, їхнє ставлення і спосіб життя значно відрізнялися від інших одновірців.
Коли лейпцизькі богослови вигнали як пієтистів Пауля Антона та Августа Франке, останні разом з філософом Томазіусом знайшли завдяки сприянню Шпенера широке поле діяльності при знову заснованому університеті в Галле (1694), який і став центром пієтизму. Тут виникли установи Франке. Сюди збиралися молоді богослови, які прагнули до місіонерської діяльності. Пізніше пієтизм вдався в релігійний фанатизм, вимагав навернення до нього, відрізнявся зарозумілістю, зі зневагою ставився до «невідроджених». Прогулянки, веселе товариство, театр, гра в карти тощо вважалися гріховними. Все життя християнина повинно було проходити в покаянні. Звернення до Бога прийняло солодкаво-містичний характер, благочестя стало шаблонним; вічні стогони про безбожництво людей йшли рука в руку зі зневагою до наукових пізнань. Коли пієтизм проник до дворів, він став загрожувати свободі думки і викладання. Завдяки головним чином пієтизму філософ Вольф був вигнаний з Галле.
З половини XVIII ст. значення його все більш і більш втрачалося, і він сховався, нарешті, в маленьких гуртках «відроджених» і «сепаратистів». Під час панування раціоналізму він з'єднався із залишками колишнього церковництва, а в першій чверті XIX ст. під захистом реакції виник з новою силою. З тих пір майже зникла відмінність між пієтизмом і ортодоксальним лютеранством. У спільній боротьбі проти більш вільних церковних і богословських прагнень так звані «Konfessionelle» і «Positive» — в Пруссії, принаймні, діяли спільно.

## У Росії
Певний вплив пієтизм справив на російську культурну еліту першої половини XVIII ст., яка навчалася в Німеччині, зокрема, на українця Симона Тодорського, проповідника і вчителя Катерини II, який переклав в Галле російською пієтистський трактат Йоганна Арндта.
У Росії пієтизм ще з часів Олександра I був поширений в придворних колах, де вживався з крайніми проявами фанатичності і тиранства. Тому саме слово «пієтизм» ставало синонімом ханжества.
У Росії пієтизм мав поширення серед німецьких колоністів лютеранського та реформатського сповідань. Багато членів пієтистських громад Німеччини прибували в Російську імперію, де продовжували дотримуватися своїх традицій. З числа проповідників пієтизму в Росії найбільш відомі реформатський пастор Йоганн Бонекемпер, його син Карл Бонекемпер і лютеранський пастор Едуард Вюст. Поширення пієтизму спостерігалося, зокрема, в колоніях Новий і Старий Данциг, Рорбах, Вормс. 

Якщо до середини XIX століття пієтичні гуртки були замкнені в рамках німецької діаспори і не робили істотного впливу на релігійні погляди навколишнього російського та українського сільського населення, то в 50-ті роки на основі ряду пієтичних і новопієтичних громад формується штундистський рух. Цей рух, завдяки своїй активній місіонерській діяльності, набув поширення серед слов'янського населення і став одним з попередників сучасного баптизму, п'ятидесятництва та євангельського християнства, в цілому, в Росії, в Україні, в Білорусі та деяких інших державах, утворених на території колишньої Російській імперії.